# 천안백석중학교
천안백석중학교(天安白石中學校)는 대한민국 충청남도 천안시 서북구 백석동에 있는 공립 중학교이다.

## 학교 연혁
- 2003년 3월 1일 : 천안백석중학교 개교(36학급)
- 2010년~2022년 : 교과부 교과교실제(선진형) 운영
- 2024년 9월 1일 : 제10대 안인숙 교장 부임
- 2025년 1월 7일 : 제20회 졸업식(292명, 총 졸업생 6,845명)
- 2025년 3월 4일 : 제23회 입학식(320명)

## 참고 자료
- 천안백석중학교 - 한국교육학술정보원 학교알리미